# Klaffklick
Klaffklick eller klaffspel (engelska key click) är en modern spelteknik på främst träblåsinstrument. Den bygger på att klaffar slås an utan att någon luft ges, så att instrumentet spelar "stumt". Resultatet blir en svag, perkussiv ton. Tonen blir tydligast när ett normalt grepp anslås i första läget.